# North Fairfield
North Fairfield é uma vila localizada no estado norte-americano de Ohio, no Condado de Huron.

## Demografia
Segundo o censo norte-americano de 2000, a sua população era de 573 habitantes.
Em 2006, foi estimada uma população de 574, um aumento de 1 (0.2%).

## Geografia
De acordo com o United States Census Bureau tem uma área de
1,2 km², dos quais 1,2 km² cobertos por terra e 0,0 km² cobertos por água.

## Localidades na vizinhança
O diagrama seguinte representa as localidades num raio de 16 km ao redor de North Fairfield.